# 凧の実験

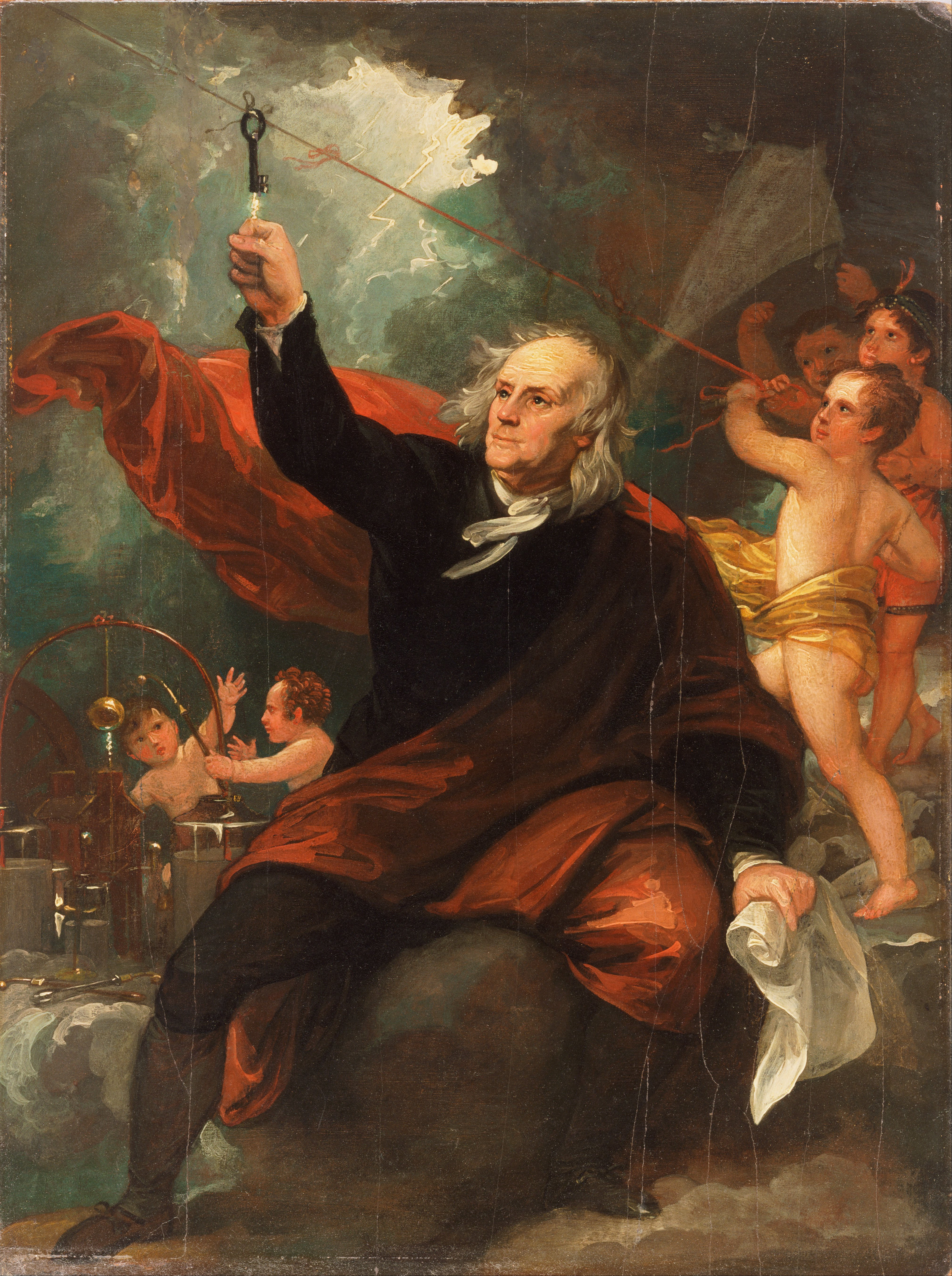
『ベンジャミン・フランクリンの凧の実験』（1816年、ベンジャミン・ウエスト作）。

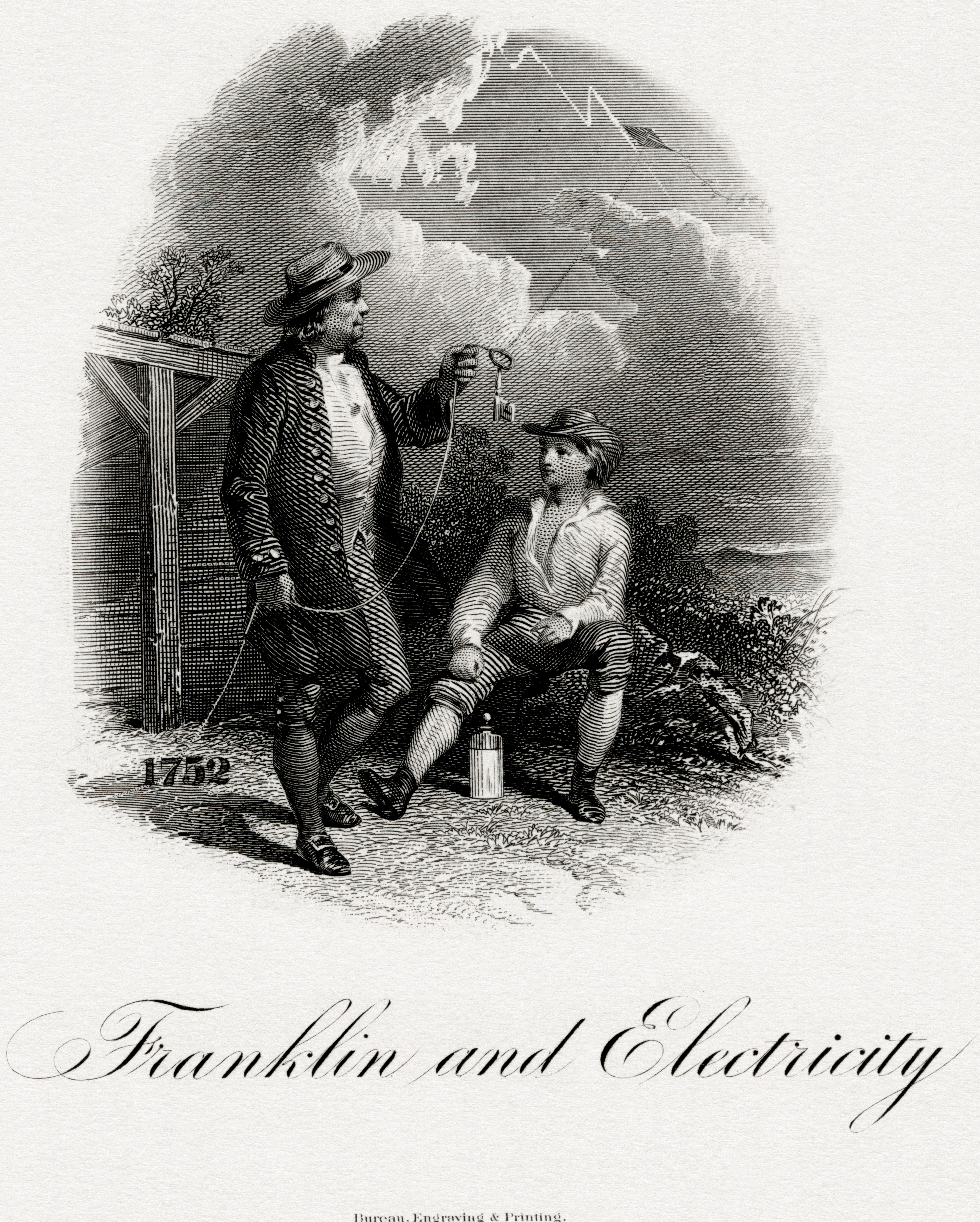
アメリカ合衆国製版印刷局が発行した1860年代から1890年代まで10ドル国立銀行券に用いていた銅版画。

凧の実験（たこのじっけん、Kite experiment）は、1752年6月にイギリス領アメリカのベンジャミン・フランクリンが行った凧を用いて雷の性質を調べた科学実験のこと。先端に尖った導電線を取り付けた凧を雷雲近くまで揚げることで、大気中の静電気が集められて濡れた凧糸を伝わり、地表に流れることを確認した。この実験の目的は、当時まだ解明されていなかった雷と電気の関係性を調べるというものであり、他の実験結果と合わせることで、雷と電気が同じ現象であることを証明した。
フランクリンの有名な逸話の1つであり、凧に雷が落ちたことで雷は電気だと証明した、と説明されることがあるが、実際には凧に雷は落ちていない。

## 背景・前史
18世紀半ば、ジャン＝アントワーヌ・ノレの考察をきっかけとして、雷の電気的性質が論争の種となり、1749年にフランス・ボルドーにてこれに関する懸賞問題が出された。これは1750年にドニ・バルブレの論文が受賞し、この主張を基に広くフランスで討論されるようになった。このバルブレの説は古来より知られていた摩擦帯電に基づくものであった。同年、アメリカのベンジャミン・フランクリンは、当時は懐疑的に見られていた雷が高所に引き寄せられるという説を再評価した。
同じく物理学者ジャック・ド・ロマもフランクリンと同じ見解を示した覚書を残しているが、後に、フランクリンの説からは独立した独自の着想だったと主張している。
1752年、フランクリンは導電性のある棒を用いて雷をライデン瓶に引き込む実験を提案した。この形式の実験は同年5月に北フランスのマルリー＝ラ＝ヴィルにて、トマ＝フランソワ・ダリバールによって実施された。
1753年8月にはロシアのサンクトペテルブルクにてゲオルク・ヴィルヘルム・リヒマンが同様の実験を試みたが、おそらく感電事故で死亡した。
一説によれば、フランクリン自身は1752年6月にフィラデルフィアのクライストチャーチの尖塔の頂上でこの実験を行ったとされているが、クライストチャーチに尖塔が増築されたのは1754年のことであった。

## フランクリンによる凧の実験
ジョゼフ・プリーストリーの記述によれば、フランクリンによる凧の実験は1752年6月にフィラデルフィアで行われた。フランクリン自身は1752年10月19日付のペンシルベニア・ガゼット紙で、この実験について述べているが、その実施者が自分であったことには触れていない。
実験結果は12月21日にイギリスの王立協会で発表され、そのまま『哲学紀要』（Philosophical Transactions）に掲載された。
より詳細な説明は1767年に発行されたプリーストリーの著書で行われた。この執筆中にフランクリンがロンドンに滞在していたことが知られており、プリーストリーは直接彼から内容を聞いたと推測されている。
このプリーストリーの著作によれば、フランクリンは導電性のある棒を用いた実験の危険性に気づき、代わりに凧に付けた濡れた麻糸を導電体として用いることを着想した。フランクリンは地上に留まり、近くの小屋の影から息子に凧を揚げさせた。これにより、フランクリンや息子がいる位置の麻糸は雨を避けられたために濡れずに絶縁体となり、凧につながる雨に濡れた部分のみが導電体となった。また凧糸の地上部に近い部分には、ライデン瓶への導電体として家屋の鍵が通して付けられていた。そしてプリーストリー曰く「彼は、この鍵で瓶を充電し、得られた電気の火花でアルコール（spirits）に火をつけ、通常であれば摩擦起電機を用いて行うあらゆる電気実験を行った」。一般に凧に雷が落ちたと信じられているが、そのようなことはなく、もしそうならフランクリンはおそらく死亡していた。
実際には、凧糸が帯電したことでほつれた繊維が反発し合っているのに気づいたフランクリンがライデン瓶も帯電していると推測した、というものであった。そして彼は鍵の近くに手をかざして電気火花が起こることを観察し、雷の電気的性質を証明した。